# Сабоннер
Сабонне́р (фр. Sabonnères, окс. Sabonèras) — коммуна во Франции, находится в регионе Юг — Пиренеи. Департамент — Верхняя Гаронна. Входит в состав кантона Рьём. Округ коммуны — Мюре.
Код INSEE коммуны — 31464.

## География
Коммуна расположена приблизительно в 610 км к югу от Парижа, в 35 км к юго-западу от Тулузы.
На юго-востоке коммуны расположен аэродром Сабоннер.

## Климат
Климат умеренно-океанический. Зима мягкая и снежная, весна характеризуется сильными дождями и грозами, лето сухое и жаркое, осень солнечная. Преобладают сильные юго-восточные и северо-западные ветры.

## Население
Население коммуны на 2010 год составляло 294 человека.
| 1962 | 1968 | 1975 | 1982 | 1990 | 1999 | 2010 |
| ---- | ---- | ---- | ---- | ---- | ---- | ---- |
| 223  | 181  | 200  | 192  | 178  | 218  | 294  |

## Администрация
| Период | Период | Фамилия       | Партия       | Примечания |
| ------ | ------ | ------------- | ------------ | ---------- |
| 1989   | 2008   | Огюст Берна   | беспартийный |            |
| 2008   | 2014   | Мишель Валет  | беспартийный |            |
| 2014   | 2020   | Виктор Каваза | беспартийный |            |

## Экономика
В 2010 году среди 172 человек трудоспособного возраста (15—64 лет) 141 были экономически активными, 31 — неактивными (показатель активности — 82,0 %, в 1999 году было 75,4 %). Из 141 активных жителей работали 124 человека (68 мужчин и 56 женщин), безработных было 17 (7 мужчин и 10 женщин). Среди 31 неактивных 8 человек были учениками или студентами, 7 — пенсионерами, 16 были неактивными по другим причинам.

## Достопримечательности
- Церковь Св. Германа (XII век). Исторический памятник с 1976 года[4]
- Ферма Межун (1774 год). Исторический памятник с 1985 года[5]